# Riksdagsvalet i Finland 2007
Riksdagsvalet i Finland 2007 anordnades den 18 mars 2007, då det också var nästan exakt hundra år sedan det första riksdagsvalet i Finland hölls (15–16 mars 1907) i det dåvarande Storfurstendömet Finland. Förhandsröstning skedde från 7 till 13 mars (i Finland) och från 7 till 10 mars utanför Finland. Kandidatansökningarna skulle vara tillhanda senast den 6 februari och kandidatlistan fastställdes den 15 februari. Finland är indelat i 15 valkretsar, från vilka det väljs sammanlagt 200 riksdagsledamöter.
Valets stora vinnare blev det konservativa Samlingspartiet med tio nya mandat, men Centern behöll ställningen som största parti trots fyra förlorade mandat. Samlingspartiets kandidat Sauli Niinistö slog rekord genom att samla 60 498 röster. Den stora förloraren var Finlands socialdemokratiska parti som tappade åtta mandat och hamnade utanför regeringsförhandlingarna. Den 4 april aviserade statsminister Matti Vanhanen att han skulle bilda en fyrpartiregering, där Centern, Samlingspartiet, Gröna förbundet och Svenska Folkpartiet skulle ingå.
Även Gröna förbundet, Svenska folkpartiet och Sannfinländarna gjorde ett bra val med nyvunna mandat. Vänsterförbundet gick bakåt med två mandat.

## Valdagen
På söndagskvällen publicerades följande resultat. 
| Parti | Parti                  | Platser | Mandatförändring | Andel mandat (%) | Antal röster | Förändr. (%) | Röstandel (%) |
| ----- | ---------------------- | ------- | ---------------- | ---------------- | ------------ | ------------ | ------------- |
|       | Centern                | 51      | –4               | 25,5             | 640 428      | −1,6         | 23,1          |
|       | Samlingspartiet        | 50      | +10              | 25,0             | 616 841      | +3,7         | 22,3          |
|       | Socialdemokraterna     | 45      | –8               | 22,5             | 594 194      | −3,0         | 21,4          |
|       | Vänsterförbundet       | 17      | –2               | 8,5              | 244 296      | −1,1         | 8,8           |
|       | Gröna förbundet        | 15      | +1               | 7,5              | 234 429      | +0,5         | 8,5           |
|       | Svenska folkpartiet    | 9       | +1               | 4,5              | 126 520      |              | 4,6           |
|       | Kristdemokraterna      | 7       | 0                | 3,5              | 134 790      | −0,5         | 4,9           |
|       | Sannfinländarna        | 5       | +2               | 2,5              | 112 256      | +2,5         | 4,1           |
|       | Ålands riksdagsledamot | 1       | 0                | 0,5              | 59 032       | −0,1         | 2,4           |

Källa: http://yle.fi/vaalit2007/

## Valets följder
Till riksdagens talman utnämndes Sauli Niinistö (samlingspartist).
Till följd av valet bildades Regeringen Vanhanen II, som var en koalition av Centern, Samlingspartiet, Svenska folkpartiet och De gröna. Regeringschef blev, liksom före valet, statsminister Matti Vanhanen (center), men hans nya ministär hade alltså en annan partisammansättning än den förra.